# Euplexaura crassa
Euplexaura crassa är en korallart som beskrevs av Kükenthal 1908. Euplexaura crassa ingår i släktet Euplexaura och familjen Plexauridae. Inga underarter finns listade i Catalogue of Life.